# Балатонмађарод
Балатонмађарод (мађ. Balatonmagyaród) је насеље у западној Мађарској. Балатонмађарод је мање насеље у оквиру жупаније Зала

## Географија

### Локација
Балатонмађарод се налази поред Киш-Балатона, јужно од Залавара, поред пута 6831 између Залакомара и Шармелека. Значајан део подручја насеља је под заштитом Националног парка Балатонска горја.
Насеље је планирањем још из 1847. требало да буде повезано железничком пругом Шопрон-Кесег-Сомбатхељ-Рум-Заласентгрот-Нађканижа.

## Историја
Први познати помен насеља датира из 1308. године у форми Мађарад. У 14. веку је често мењао власнике, а око 1470. је дошао у власништво Батхориака. Турци су већ 1530-их година посећивали насеље, али су у тим временима место користиликао пролазно одмаралиште. Од 1540-их, међутим, село је често уништавано. У насеље су упадали и војници из Залавара и Комарома. Од 17. века у селу су порез плаћали и Турци. Године 1686. Немци и Хрвати су прешли Мађарод и потпуно га спалили. Упркос многим недаћама, село се увек обнављало.
Године 1696. село и околна земља прелази у власништво Ђерђа Сечењија- Под управом Сечењија место почиње нагло да се развија, и упркос нападима и епидемијама које су проистекле из његове велике отворености, као и поплавама реке Зале, израста у значајно насеље. Године 1739. подигнута је црква брвнара у Мађароду. У 19. веку у село се населило неколико племићких породица, а велики број кметова га је изабрао и за своје ново пребивалиште. Године 1848. већ је имала 752 становника, а до краја 19. века више од 1.000, углавном сељака средње класе.
Одводњавање Киш-Балатона почело је 1920. године, захваљујући чему је насеље добило приступ вредном пољопривредном земљишту. Године 1924. Балатонмађарод је постао велико село и центар имања породице Сечењи. Од 1960-их, његово становништво се значајно смањило јер се много људи преселило у градове. Од 1990-их одвијала се реконструкција Киш-Балатона, туризам је почео да игра све значајнију улогу у насељу, који је постао један од главних извора прихода. У насељу постоји и цивилна стража која се брине о разним природним аспектима села, реке и језера.

## Становништво
У време пописа 2011. године национална расподела је била следећа: Мађари 96,1%, Немци 2,5%. По верској дистрибуцији стање је било следеће:  86,4% становника се изјаснило као римокатолици, 1,59% као реформатори, а 5,67% као неконфесионални (5,2% се није изјаснило).

## Слике из Балатонмађарода
- Кањоварски мост]
- Дрвени мост
- Водени биволи
- Осматрачница на острву